# Santiago del Tormes
Santiago del Tormes – gmina w Hiszpanii, w prowincji Ávila, w Kastylii i León, o powierzchni 68,45 km². W 2011 roku gmina liczyła 156 mieszkańców.